# 舛田紀子
舛田 紀子（ますだ のりこ、1956年11月25日 - ）は、日本の女優・声優・歌手。東京都出身。別名：舛田 のりこ、舛田屋 ノリコ（ますだや のりこ）。

## 略歴
映画監督の舛田利雄の長女。
以前は青二プロダクションに所属していた。
主に舛田監督作品での端役出演などを経て、石原プロモーション製作の刑事ドラマ『大都会 PARTII』『大都会 PARTIII』に看護婦・三田典子役でレギュラー出演した。また、1982年に制作された舛田利雄監督による劇場アニメ『FUTURE WAR 198X年』やテレビアニメ『銀河疾風サスライガー』では声優としても活動した。
その後、ジャズ・ピアニストの世良譲に師事し、1985年に「舛田のりこ」名義で歌手デビュー。1992年には石原プロの音楽部門である石原音楽出版社のプロデュース下で「舛田屋ノリコ」へ再改名し、表題曲を含むジャズのスタンダードナンバーをカバーしたアルバムCD『BODY & SOUL』を発表している。

## 人物
趣味は読書、編物、音楽鑑賞。

## 出演作品

### テレビドラマ
- 大都会 闘いの日々 第19話「受難」（1976年、NTV系・石原プロ、小澤啓一監督） - ひかり玩具の娘
- 伝七捕物帳 第151話「売られた恩の落し穴」（1977年、NTV、山田達雄監督） - おいそ
- 大都会 PARTII（1977年 - 1978年、NTV系・石原プロ） - 三田典子（渋谷病院・新米看護婦）
- 赤い絆（1977年、TBS・大映テレビ） - ジュンコ
- 俺たちの朝 第46話「ふるさとと家出娘と焼きそこないのパン」（1977年、NTV・東宝、土屋統吾郎監督） - 「ホームベーカリー タカラヤ」店員
- 大空港 第2話 ｢国際空港1978年夏｣（1978年、CX・松竹、舛田利雄監督）
- 大都会 PARTIII（1978年 - 1979年、NTV系・石原プロ） - 三田典子（看護婦）
- 探偵物語（NTV・東映芸能ビデオ）
  - 第7話「裏街の女」（1979年、澤田幸弘監督） - 芦川亜紀
  - 第20話「逃亡者」（1980年、村川透監督） - 看護婦
- 西部警察 第41話「バニング･レディ」（1980年、ANB・石原プロ、村川透監督） - 仁のお見合い相手
- キャンパスアクション探偵同盟 第5話「夜霧が俺を呼んでいる」（1981年2月5日、フジテレビ、村川透監督） - 街子
- 二百三高地 愛は死にますか（1981年、TBS系） - 木下トミ
- 文吾捕物帳 第3話 「過去からの使者」（1981年、斎藤光正監督） - おさと
- 鬼平犯科帳・萬屋錦之介 第2シリーズ 第9話「密偵」（1981年、ANB・中村プロ、吉村公三郎監督） - 女中・おさい
- 愛しの刑事 第16話「裏窓の女秘書殺し!目撃者は怪盗203号」（1993年、ANB・石原プロ、澤田幸弘監督） - ジャズバーの歌手

### 映画
- あヽひめゆりの塔（1968年、日活） - 渡嘉敷トモミ
- 俺の血は他人の血（1974年、松竹） - 信子
- 再会（1975年、松竹） - ウェイトレス
- 配達されない三通の手紙（1979年、松竹） - 試験所の職員
- 二百三高地（1980年、東映）
- 大日本帝国（1982年、東映）
- 愛・旅立ち（1985年、東宝）

### テレビアニメ
- 銀河疾風サスライガー（1983年、TX） - ジョアンナ・カーライル

### 劇場アニメ
- FUTURE WAR 198X年（1982年10月30日、東映 / アニメーション作品） - モイラ・ハケット[要出典]

## ディスコグラフィ

### EP
- うぬぼれさせて / 舛田のりこ（1985年、ファンハウス）
  - A：うぬぼれさせて
    - 作詞 - 神田ヒロミ
    - 作曲 - 三木たかし
    - 編曲 - 入江純

  - B：ジャズ・シンガー
    - 作詞 - 秋元康
    - 作曲・編曲 - 見岳章

### アルバムCD
- BODY & SOUL / NORIKO MASUDAYA（1992年11月1日、ファンハウス）